# Atton (évêque de Troyes)
Pour les articles homonymes, voir Atton (homonymie).
Atton, Acto, Hallo ou Hatton est un prélat français du XIIe siècle, évêque de Troyes.

## Biographie
Il est surtout connu comme étant la puissance invitante du Concile de Troyes de 1129 où l'ordre du Temple venait asseoir sa puissance en Europe.
Il fut élu en 1122 par le chapitre pour succéder à Renaud II à l'évêché de Troyes. Parmi ses actions, il confirma les possessions de l'abbaye de Saint-Gond près de Sézanne, une exemption de dîmes pour celle de Boulancourt, participa à la fondation de l'abbaye de Larrivour.
Il se déplaça pour le Concile de Pise (1135) contre l'antipape Anaclet II et pour le renforcement de l'Ordre du Temple ; à cette occasion il fut attaqué par les forces de Conrad au Pont-Trémoli et laissé pour mort.
Il mourut en 1145 ou 1146 et repose dans la salle capitulaire de l'abbaye de Larrivour

## Source
- Jean-Charles Courtalon-Delaistre, Topographie historique de la ville et diocèse de Troyes, Sobelet, 1783 (lire en ligne), p. 339.